# Ofelia Malinov
Ofelia Malinov, född 29 februari 1996, är en italiensk volleybollspelare (passare). 
Hon har på klubbnivå spelat för Chieri '76 Volleyball, Azzurra Volley Firenze, Pallavolo Scandicci Savino Del Bene, Volley Bergamo, Imoco Volley Conegliano och Club Italia. Med det Italienska landslaget har hon vunnit EM 2021, Volleyball Nations League 2022 och Montreux Volley Masters 2018. Vid VM 2018 utsågs hon till bästa passare.